# Martínez (Buenos Aires)
Martínez je město v Argentině. Nachází se v okrese Partido de San Isidro v provincii Buenos Aires, v metropolitní oblasti a aglomeraci Gran Buenos Aires, severozápadně od vlastního Buenos Aires a na jihozápadním pobřeží estuáru Río de la Plata. V roce 2001 zde žilo 65 859 obyvatel. Jedná se o rezidenční oblast, která na severu sousedí se San Isidrem a Acassusem, na západě s Villou Adelinou a na jihu s okresem Partido de Vicente López.
Od konce 16. století se v oblasti nacházely farmy a usedlosti patřící k blízkému San Isidru. Roku 1871 byla zprovozněna stanice na železniční trati, což zapříčinilo rozmach výstavby. V roce 1933 zde byla zřízena filmová studia Argentina Sono Film, která jsou hlavním producentem celovečerních filmů v Argentině. V roce 1981 se Martínez stal městem.

## Galerie

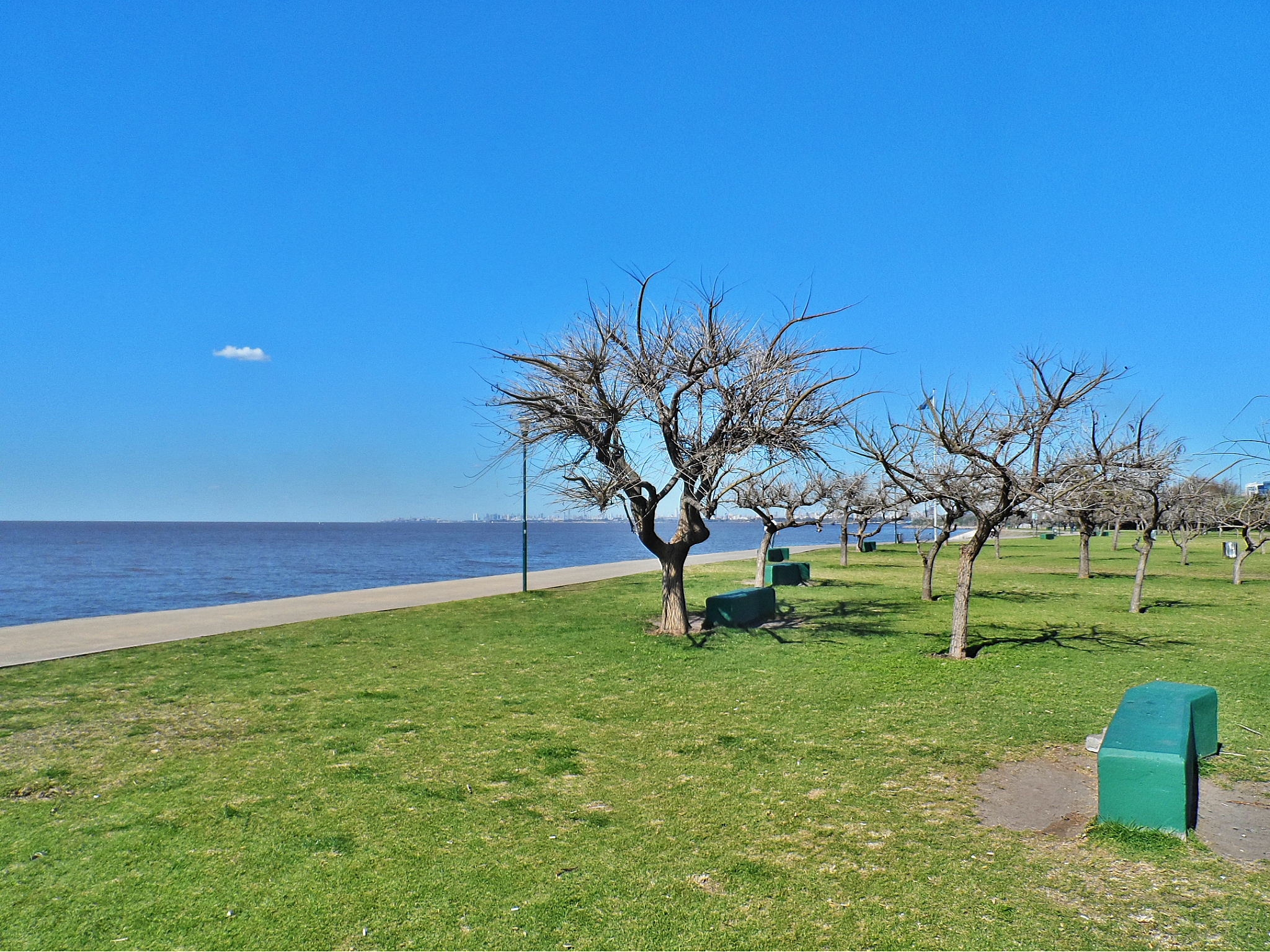
Pobřeží estuáru v Martínezu
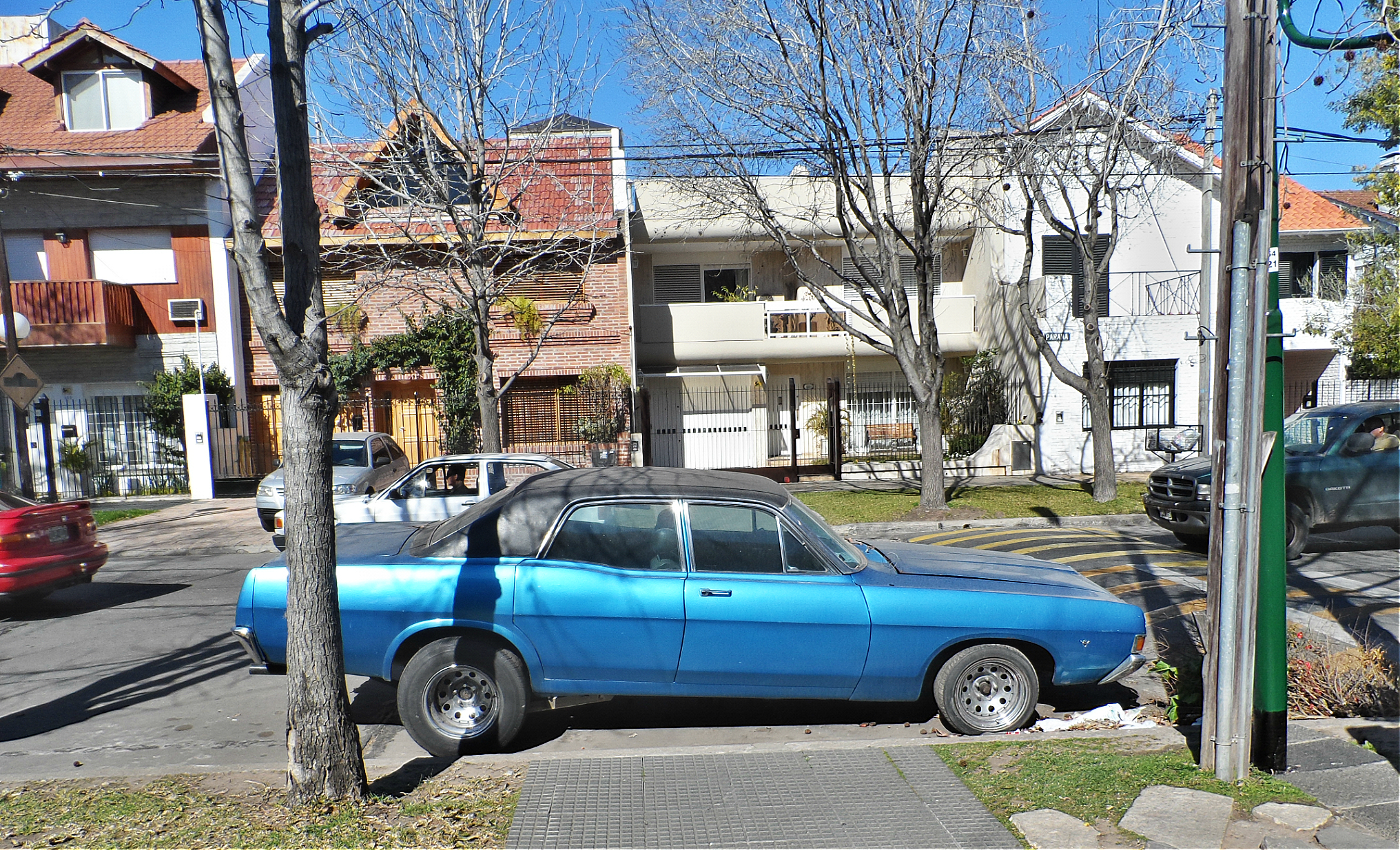
Ulice Paraná v Martínezu